# Museu dos Coutos de Alcobaça
O Museu dos Coutos de Alcobaça é um espaço museológico previsto para a região de Alcobaça (Portugal). Encontra-se em fase de instalação desde 2001.

## Objectivo
O projecto para o museu prevê a intervenção na antiga região dos coutos do mosteiro de Alcobaça, que engloba partes dos concelhos de Alcobaça, Nazaré e Caldas da Rainha, em três vertentes:
- preservação de património de diversos tipos
- programa de incorporação de colecções
- programa de investigação “função social”

Está prevista a instalação de um núcleo-sede na cidade de Alcobaça, e a integração dos seguintes imóveis numa fase inicial:
- Fornos de Cal (Pataias)
- Ermida de Santa Rita (Montes)
- Mosteiro de Santa Maria de Cós (Cós)
- “Um Porto do Mosteiro de Alcobaça” (Pederneira, Nazaré)
- Açude da Fervença (Maiorga)
- Casa do Monge Lagareiro (Ataíja, freguesia de São Vicente de Aljubarrota)
- Moinhos de Água de Chiqueda (freg. Prazeres de Aljubarrota)

A nível de património natural, a intervenção iria beneficiar numa primeira fase
- Vale do Mogo (freguesia de Prazeres de Aljubarrota)
- Bacia do Alcoa (Fervença, freguesia de Maiorga)
- Mata do Vimeiro (freguesia de Vimeiro)
- Mata das Mestas (freguesia de Santa Catarina)